# Arithmaurel

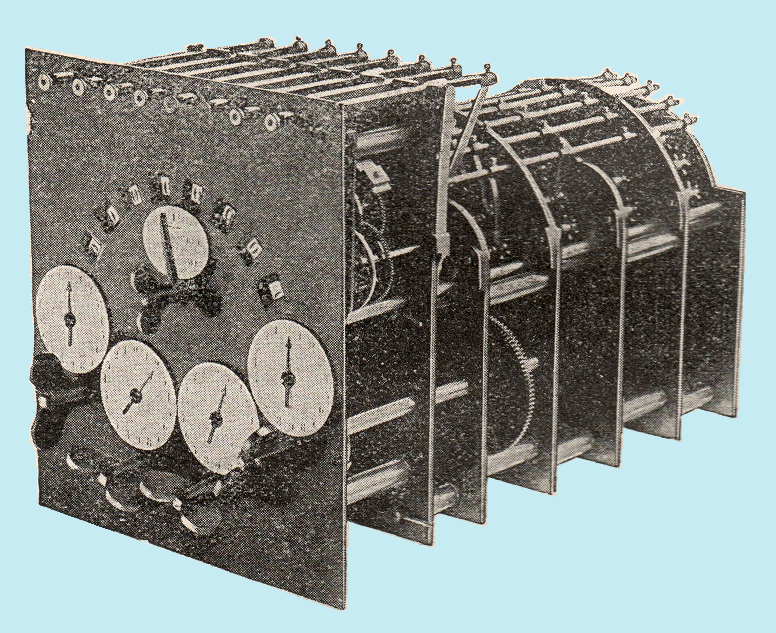
Un arithmaurel avec ses tirettes, en haut, pour les opérandes et ses clés/aiguilles pour les opérateurs

Inventé par le Français Timoleon Maurel en 1842, l'Arithmaurel est une machine à calculer qui possède un mode opératoire très intuitif pour les multiplications car le résultat est obtenu par le simple fait d'inscrire les opérandes. Cette machine reçut la médaille d'or de l'exposition nationale de Paris en 1849 ainsi que le prix mécanique de la fondation Montyon. La complexité de son mécanisme, sa fragilité, et l'impossibilité technique d'en augmenter sa capacité pour une utilisation professionnelle, en empêchèrent sa commercialisation. 
Le nom Arithmaurel vient de l'agrégation d'Arithmomètre, la machine dont elle est inspirée, et de Maurel, le nom de son inventeur. Le cœur de cette machine utilise un cylindre de Leibniz entrainé par un engrenage différentiel. Il faudra attendre 1889 pour qu'une vraie machine à multiplication directe soit inventée par le Français Léon Bollée et dont l'organe central est une représentation mécanique de la table de Pythagore.

## Historique
Timoleon Maurel dépose un premier brevet en 1842 puis il améliore son invention avec l'aide de Jean Jayet et c'est en 1846 qu'ils déposent le brevet de la machine qui va gagner une médaille d'or à l'exposition nationale de Paris en 1849. 
Une esquisse de production de série commence vers 1850 dans les ateliers de l'horloger Winnerl, mais seulement trente machines seront construites, car la complexité de la machine se heurte au manque de qualité de l'outil industriel de cet âge. Pendant les quatre premières années, Winnerl ne construisit aucune des machines de huit chiffres (un minimum pour un usage pratique) qui lui avaient été commandées alors que Thomas de Colmar a vu s'achever, dans le même espace de temps, plus de deux cents arithmomètres de dix chiffres et cinquante de seize chiffres.
Il est à noter qu'aucun des prototypes construits et aucune des machines décrites dans les brevets ne peuvent être utilisés dans toutes leurs capacités, car le nombre de chiffres du résultat est toujours égale au nombre de chiffres de l'opérande; une utilisation complète, pour les multiplications, demanderait un nombre de chiffres au résultat égale à celui de l'opérande augmenté de celui de l'opérateur.

## Description
Ceci est la description d'une des deux machines du brevet de 1846, elle a une capacité de 5x10 (cinq chiffres pour l'opérateur, dix chiffres pour l'opérande et le résultat):
Toutes les commandes se trouvent sur la face avant de l'arithmaurel. La remise à zéro est sur le côté.
- 10 réglettes, situées tout en haut de la machine, permettent d'entrer les opérandes. En les tirants plus ou moins loin, elles permettent de rentrer un nombre de 0 à 10. Celle tout à droite est pour les unités, la seconde pour les dizaines, etc.
- Au milieu, le totalisateur composé de 10 fenêtres pour l'affichage des résultats. La fenêtre de droite est pour les unités.
- A bas, 5 cadrans à aiguille, chacun appairé à une clé à oreille. Il suffit de faire parcourir une seule division à l'aiguille du cadran de droite pour ajouter le nombre inscrit sur les réglettes au résultat, donc si l'on positionne l'aiguille sur le numéro 7 on ajoute 7 fois le nombre inscrit sur les réglettes au résultat. Il suffit de faire parcourir une seule division à l'aiguille du deuxième cadran pour ajouter 10 fois le nombre inscrit sur les réglettes, etc.
- Si l'on tourne la clé des unités d'une division en sens inverse, on soustrait le nombre inscrit sur les réglettes au résultat, si l'on tourne la clé des dizaines d'une division en sens inverse, on soustrait le nombre inscrit sur les réglettes 10 fois au résultat, etc.

## Opérations
Il faut toujours remettre la machine à zéro avec de commencer une nouvelle opération.
- Pour additionner 668 à 258, on inscrit 668 sur les réglettes, puis on fait parcourir une division à l'aiguille du cadran des unités. 668 est affiché au totalisateur. On inscrit 258 sur les réglettes et on fait parcourir une division de plus à l'aiguille du cadran des unités. Le résultat final, 926, est inscrit sur le totalisateur. Il n'est pas nécessaire de remettre le cadran des unités à zéro entre les deux opérations.
- Pour retrancher 258 à 364, on inscrit 364 sur les réglettes, puis on fait parcourir une division à l'aiguille du cadran des unités. 364 est affiché au totalisateur. On inscrit 258 sur les réglettes et on fait parcourir une division en sense inverse à l'aiguille du cadran des unités. Le résultat final, 106, est inscrit sur le totalisateur.
- Pour multiplier 668 par 258, on inscrit 668 sur les réglettes, puis on fait parcourir 8 divisions à l'aiguille du cadran des unités, 5.344 est affiché dans les fenêtres de résultat, le cadran des unités affiche 8. On fait parcourir 5 divisions à l'aiguille du cadran des dizaines, 38.744 est affiché et puis 2 division à celle des centaines. Le résultat final, 172.344 est inscrit sur les lucarnes du totalisateur. Les cadrans affichent 00258.
- La division est un ensemble de soustractions qui demandent beaucoup de concentration à l'opérateur.